# كوستينيا (لاعب كرة قدم مواليد 2000)
كوستينيا (بالبرتغالية: João Costa‏) هو لاعب كرة قدم برتغالي في مركز الدفاع، ولد في مارس 2000 في بوفوا دي فارزيم في البرتغال. شارك مع منتخب البرتغال تحت 19 سنة لكرة القدم.

## وصلات خارجية
- كوستينيا (لاعب كرة قدم مواليد 2000) على موقع قاعدة بيانات كرة القدم.إي يو (الإنجليزية)
- كوستينيا (لاعب كرة قدم مواليد 2000) على موقع Soccerway.com (الإنجليزية)